# 吉田守隆
吉田 守隆（よしだ もりたか、天保2年（1831年） - 慶応4年6月18日（1868年8月6日））は、幕末期の天童藩家老。通称は大八。一般に吉田 大八で知られている。藩士の窮乏対策として将棋駒の製造を推奨し、奥羽鎮撫使先導役を藩主名代として務めたが、情勢の変化により失脚、切腹した。上州小幡藩時代、藩主織田信邦に才をかわれて上席家老となった吉田玄蕃曾孫。

## 将棋駒製造の奨励
天童藩は、高畠への陣屋移転の経費や飢饉による税収減にあえいでおり、年貢の前借や藩士からの俸禄引割、紅花の専売制実施などを試みるも、藩財政の改善にはいたらなかった。特に下級藩士の生活は苦しく、守隆は救済策として駒作りの指導者を米沢藩から招聘し、将棋駒の内職を奨励した。藩内には、武士が内職を行うことに批判的な勢力もあったが、守隆は将棋が用兵の技量を育成するのに適した遊戯であり、駒をつくることは武士の本分に外れないと擁護したと伝わる。
将棋駒の製造は明治時代以降も続けられ、後に全国生産量9割を占める天童の特産品へとなった。

## 奥羽鎮撫使先導役に任命される
慶応4年（1868年）、朝廷は鳥羽・伏見の戦いの首謀格とされた会津藩の追討を仙台藩など東北諸藩に命じ、奥羽鎮撫総督九条道孝・副総督澤為量らを東下させた。これに先立ち、天童藩は織田宗家という家格を評価されて鎮撫使の先導を任じられた。しかし、藩主信学は病弱、世子の富久之助（信敏）は若年であったため、同年3月24日、名代として吉田守隆が先導役に任命された。
先導役となった守隆は、薩摩藩・長州藩・仙台藩らの連合軍を率いて庄内藩と交戦。この結果、陣屋は庄内藩兵の攻撃を受けて炎上した。
一方、鎮撫軍内部では、戦闘を避けて穏便に和解を図ろうとする東北諸藩と、会津藩を討伐しようとする鎮撫総督との間で亀裂が生じていた。この亀裂は、会津藩や東北諸藩に対し厳しい態度をとった鎮撫軍参謀世良修蔵の暗殺、奥羽越列藩同盟の結成につながった結果、奥州は反鎮撫軍一色となった。天童藩も先導役を辞退し、列藩同盟に加盟せざるを得なかった。
守隆は責任を取り、漆山村（現山形市漆山）に蟄居した。親交のあった桂太郎が蟄居中の守隆に逃亡を勧めたが、守隆は「藩主に迷惑がかかる」と断ったと伝わる。
その後、列藩同盟からの圧力に対し、天童藩は守隆に死を賜ることにした。守隆は6月18日、天童妙法寺の観月庵で絶命辞を残し切腹した。享年37歳。天童佛向寺に葬られる。

## 死後の顕彰
吉田守隆の業績は戊辰戦争終結後、高く評価された。1868年10月には鎮撫軍総督九条道孝が天童を訪れ、守隆の業績をたたえて感謝状と100両の祭祀金を下賜したのをはじめ、同12月には太政官より200両が祭祀金として下賜された。翌年（明治2年(1869年)12月には、明治天皇より200両の祭祀金を下賜されている。これら祭祀金を元に吉田守隆を祀る素道軒守隆祠（現天童護国神社）が1871年建立された。さらに明治14年（1881年)の明治天皇東北巡幸にあたっては、東村山郡役所にて守隆の絶命辞を天覧し、守隆の遺児吉田逸瀬に拝謁を行った。明治24年（1891年）12月には正五位が追贈された。
大正15年（1926年）6月18日、老朽化した妙法寺観月庵補修を契機に「吉田大八遺跡保存会」が結成された。これは郷土の英雄、吉田大八（守隆）の事跡を後世に伝える事を主目的とし、遺跡（観月庵）の保存・遺物の収集、保存・講演会の開催・事績の編纂を行った。平成17年(2005年)4月には舞鶴山山頂に銅像が建立された。

## 吉田大八を題材とした小説
- 『吉田大八 わが命たがためにある』 （中村晃著 平成10年3月18日 あうん社）
- 『天童の鷹 奥羽鎮撫先導』（竹村篤著 昭和50年8月31日 青樹社）
- 『天童物語 吉田大八』（山田野理夫著 1976年 国書刊行会）